# Pimpinella woodii
Pimpinella woodii är en flockblommig växtart som beskrevs av C.C.Towns. Pimpinella woodii ingår i släktet bockrötter, och familjen flockblommiga växter. Inga underarter finns listade i Catalogue of Life.